# Dicrotendipes venetus
Dicrotendipes venetus är en tvåvingeart som först beskrevs av Marcuzzi 1949.  Dicrotendipes venetus ingår i släktet Dicrotendipes och familjen fjädermyggor.
Artens utbredningsområde är Italien. Inga underarter finns listade i Catalogue of Life.